# Phragmipedium hirtzii
Phragmipedium hirtzii là một loài lan đặc hữu của miền bắc Ecuador.
- Tư liệu liên quan tới Phragmipedium hirtzii tại Wikimedia Commons
- Dữ liệu liên quan tới Phragmipedium hirtzii tại Wikispecies